# Flagelloscypha dextrinoidea
Flagelloscypha dextrinoidea är en svampart som beskrevs av Agerer 1975. Flagelloscypha dextrinoidea ingår i släktet Flagelloscypha och familjen Niaceae.   Inga underarter finns listade i Catalogue of Life.